# قلمرو جوزای

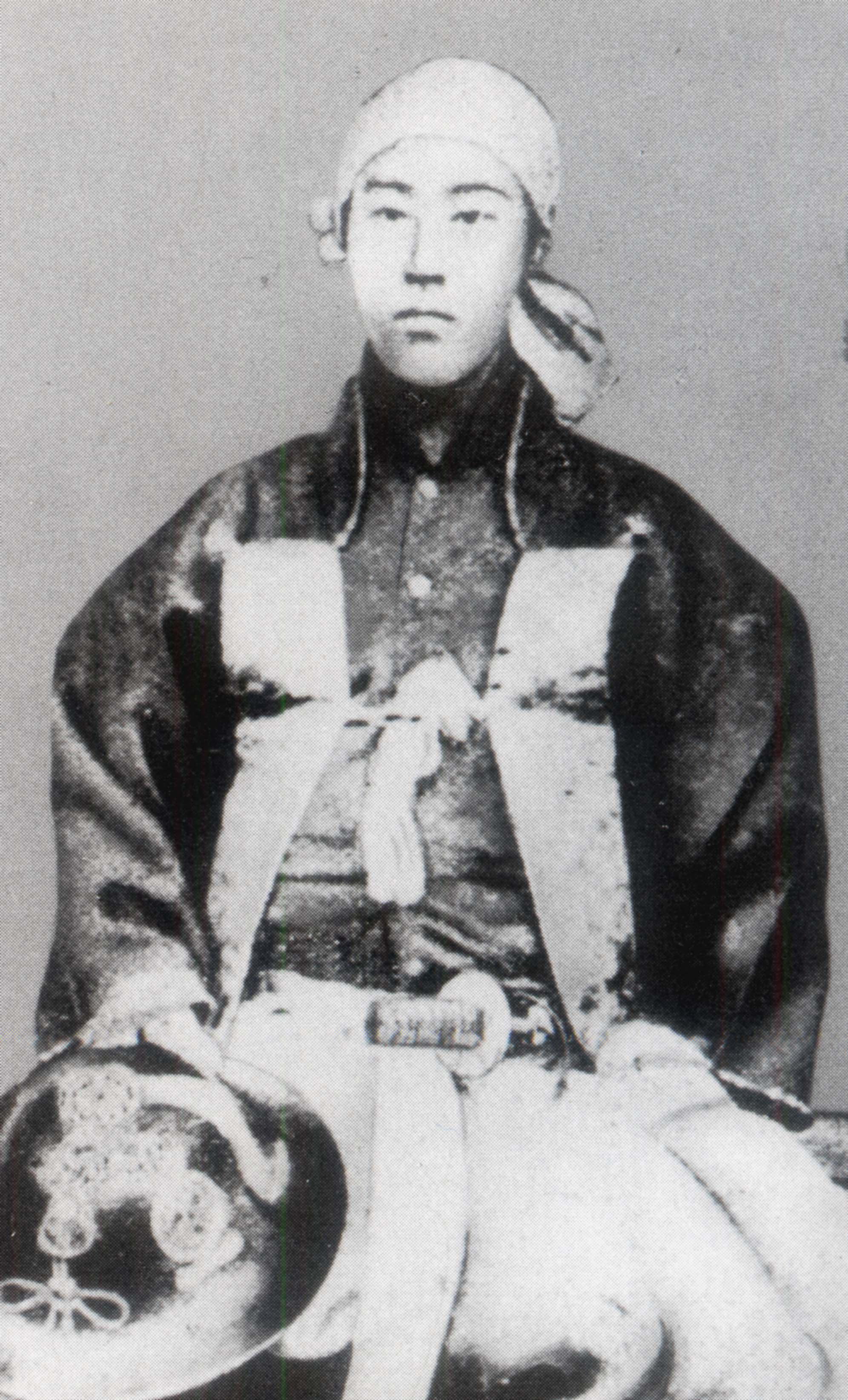
هایاشی تاداتاکا

قلمروی جوزای (به ژاپنی: 請西藩 Jōzai-han) یک هان در ژاپنِ دورهٔ ادو بود. این هان با ولایت کازوسا (معادل امروزی: استان چیبا) در ژاپن مرتبط بود.